# Léobard
 Léobard  (en occitano Liaubard) es una comuna y población de Francia, en la región de Mediodía-Pirineos, departamento de Lot, en el distrito de Gourdon y cantón de Salviac.
Su población en el censo de 1999 era de 181 habitantes.
Está integrada en la Communauté de communes du Pays de Salviac .

## Historia
En 1806 absorbe la comuna de L'Abbaye.

## Demografía
| 217 | 201 | 197 | 196 | 177 | 181 |
| Para los censos de 1962 a 1999 la población legal corresponde a la población sin duplicidades (Fuente: INSEE [Consultar]) |     |     |     |     |     |